# Paola Falcone
Paola Falcone Bacigalupo (Santiago, 22 de janeiro de 1973) é uma modelo e apresentadora de televisão chilena. Vencedora do concurso Miss Universo Chile em 1995. Atualmente, é apresentadora de televisão do programa Fly Magazine, que cobre a pesca esportiva do Canal Vive! Deportes.